# Road Atlanta
Road Atlanta es un autódromo situado en Braselton, estado de Georgia, Estados Unidos, 70 km al noreste de la ciudad de Atlanta. Inaugurado en 1970, ha albergado a lo largo de su historia carreras de Campeonato IMSA GT, CanAm, Trans-Am, Fórmula 5000 Estadounidense, Fórmula Atlantic y NASCAR Busch Series.
El empresario estadounidense Don Panoz compró el autódromo en noviembre de 1996. Desde entonces, los automóviles de su marca Panoz se prueban allí, y cada año se celebra la Petit Le Mans, una carrera de resistencia que forma parte del calendario de la American Le Mans Series. Road Atlanta también se usa actualmente para carreras de la Formula Drift, la American Motorcyclist Association y el Sports Car Club of America. La variante para automóviles tiene una longitud de 4.088 metros y la de motocicletas 4.103 metros.